# Historia de Mayta
Historia de Mayta es la séptima novela de Mario Vargas Llosa, Premio Nobel de literatura 2010,  publicada por primera vez en noviembre de 1984 por la editorial española Seix Barral. 
La obra se presenta como una investigación que intenta reconstruir la figura del trotskista peruano Alejandro Mayta, que en 1958 inició una intentona revolucionaria y que fue posteriormente detenido varias veces, terminando su vida en el olvido y el anonimato. El argumento de la novela se conforma con la información obtenida en las distintas entrevistas realizadas por el narrador a personas que tuvieron que ver con el protagonista. Como es habitual en la literatura de Vargas Llosa, la novela, más allá de la búsqueda de la identidad real de Mayta, pretende indagar en la violencia como ingrediente esencial de la historia del Perú.
La acción de la novela se sostiene sobre la realización de la propia encuesta y sobre los distintos puntos de vista sobre el personaje que esta genera, elementos narrativos que se fusionan a lo largo de la obra. La historia novelesca resultante refleja

los turbios mecanismos de la lucha política, el delirio ideológico de un visionario que es, al mismo tiempo, producto de unas lamentables circunstancias sociales y económicas, su atroz pero a la vez conmovedora peripecia personal -homosexual vergonzante- que se inscribe en un contexto histórico doloroso y desgarrado.

## Críticas
El mismo Mario Vargas Llosa habla de su obra y señala que "Historia de Mayta es una de las novelas "más infravaloradas", es no sólo la peor entendida y la más maltratada, sino también la más literaria de todas las que he escrito, aunque sus apasionados críticos sólo vieran en ella una diatriba política".
En una entrevista que le hizo Alfredo Barnechea en el 1996, Vargas Llosa señaló que Historia de Mayta era la novela "de mayor complejidad técnica que había escrito (...) la más refinada y audaz".